# Villa Senar

Villa Senar con parque y cobertizo para botes en una fotografía aérea de Werner Friedli, 1948.

Senar es el nombre que recibe una villa construida en Suiza por el compositor ruso Sergéi Rajmáninov. Adquirió la parcela de tierra cerca de Hertenstein, al lado del Lago de Lucerna en 1932. El nombre de la hacienda proviene de los nombres de Rajmáninov y su mujer: Sergéi y Natalia, al combinar las primeras dos letras de sus nombres de pila respectivamente y la primera de sus apellidos. La villa fue diseñada para recordarle a Rajmáninov la residencia de verano de Ivanovka que la familia tenía al sur de Rusia tras la Revolución rusa de 1917 y su emigración al Oeste. La casa contaba con un parque y un espléndido jardín de rosas. La familia Rajmáninov pasó cada verano en Senar hasta que se asentaron definitivamente en Estados Unidos en 1939 tras el estallido de la Segunda Guerra Mundial. Dos de las grandes composiciones de Rajmáninov fueron escritas allí: la Rapsodia sobre un tema de Paganini completada en 1934 y su Tercera sinfonía, completada en 1936. La casa de campo tuvo como invitados a varios inmigrantes rusos de renombre, tales como Ivan Bunin y Vladimir Horowitz.
Rajmáninov dejó Senar por última vez el 16 de agosto de 1939 cuando se dirigió a París para embarcarse a Nueva York.